# Geothermiekraftwerk Ribeira Grande
Das Geothermiekraftwerk Ribeira Grande ist ein Erdwärme-Kraftwerk auf der Azoren-Insel São Miguel. Zusammen mit dem kleineren Kraftwerk Pico Vermelho deckt es etwa 42 Prozent des Bedarfs an elektrischer Energie auf der Insel (Stand: 2018).

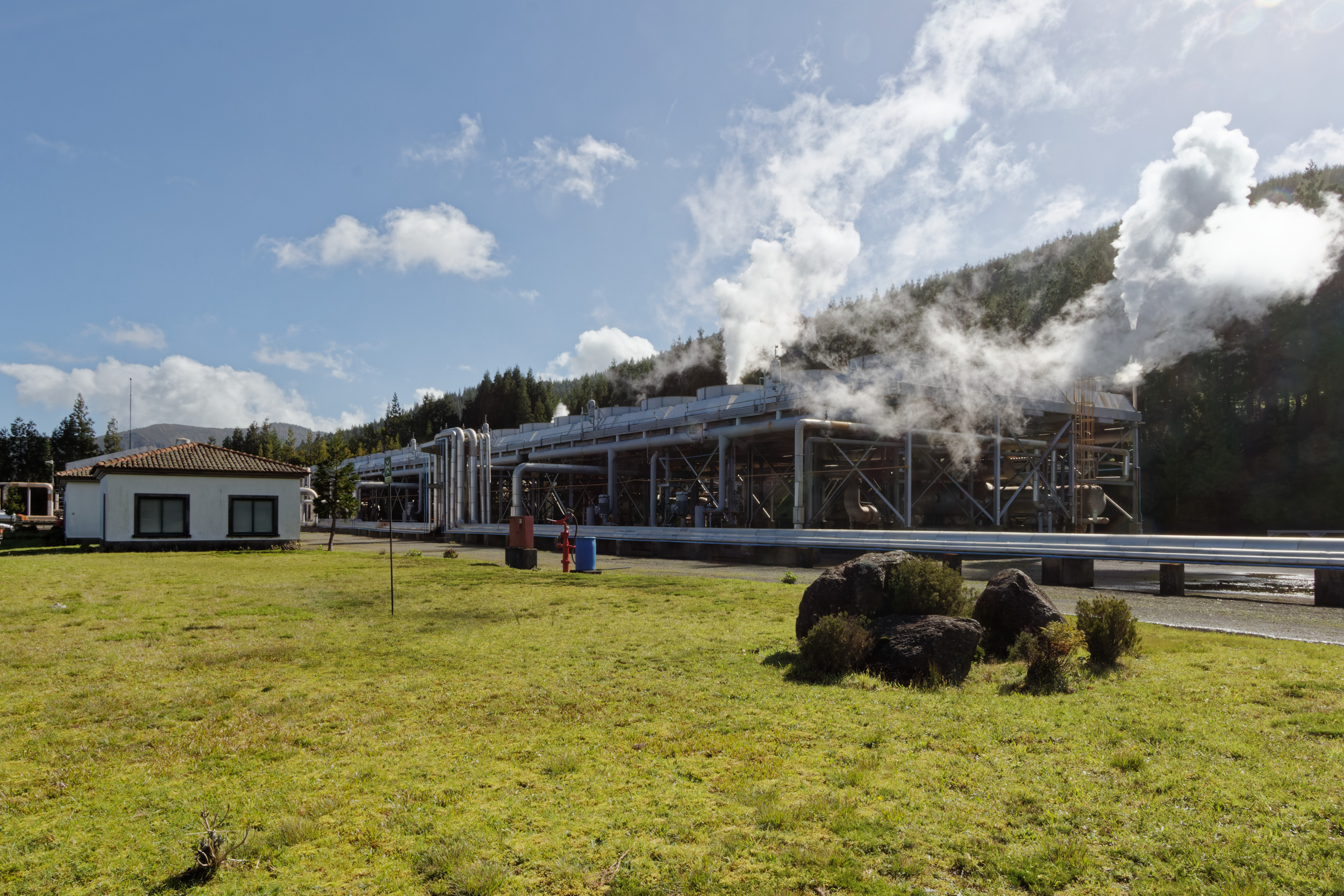
Geothermie-Kraftwerk Ribeira Grande; in dem Gebäude links befindet sich der Leitstand

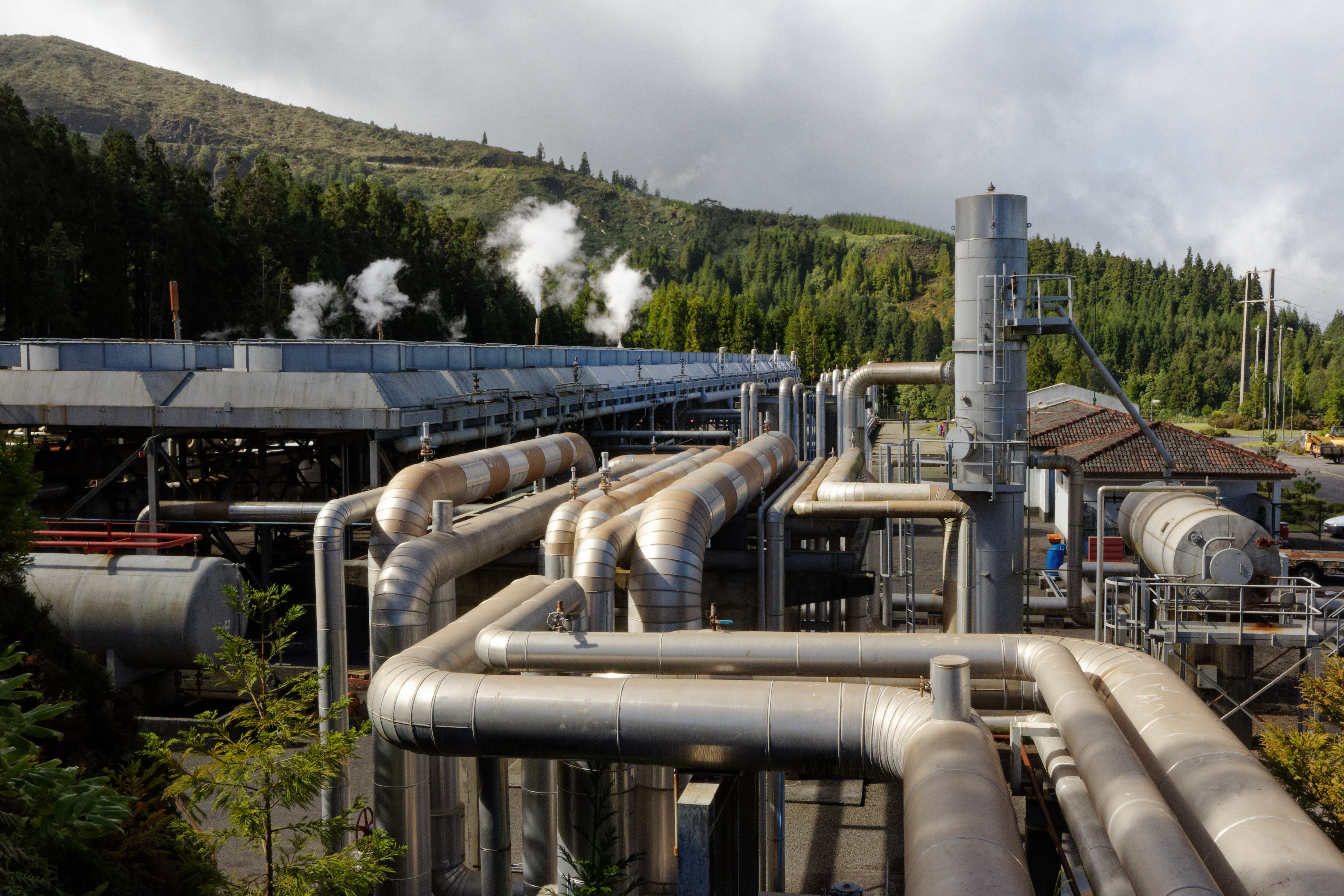
Betriebsanlagen des Kraftwerks

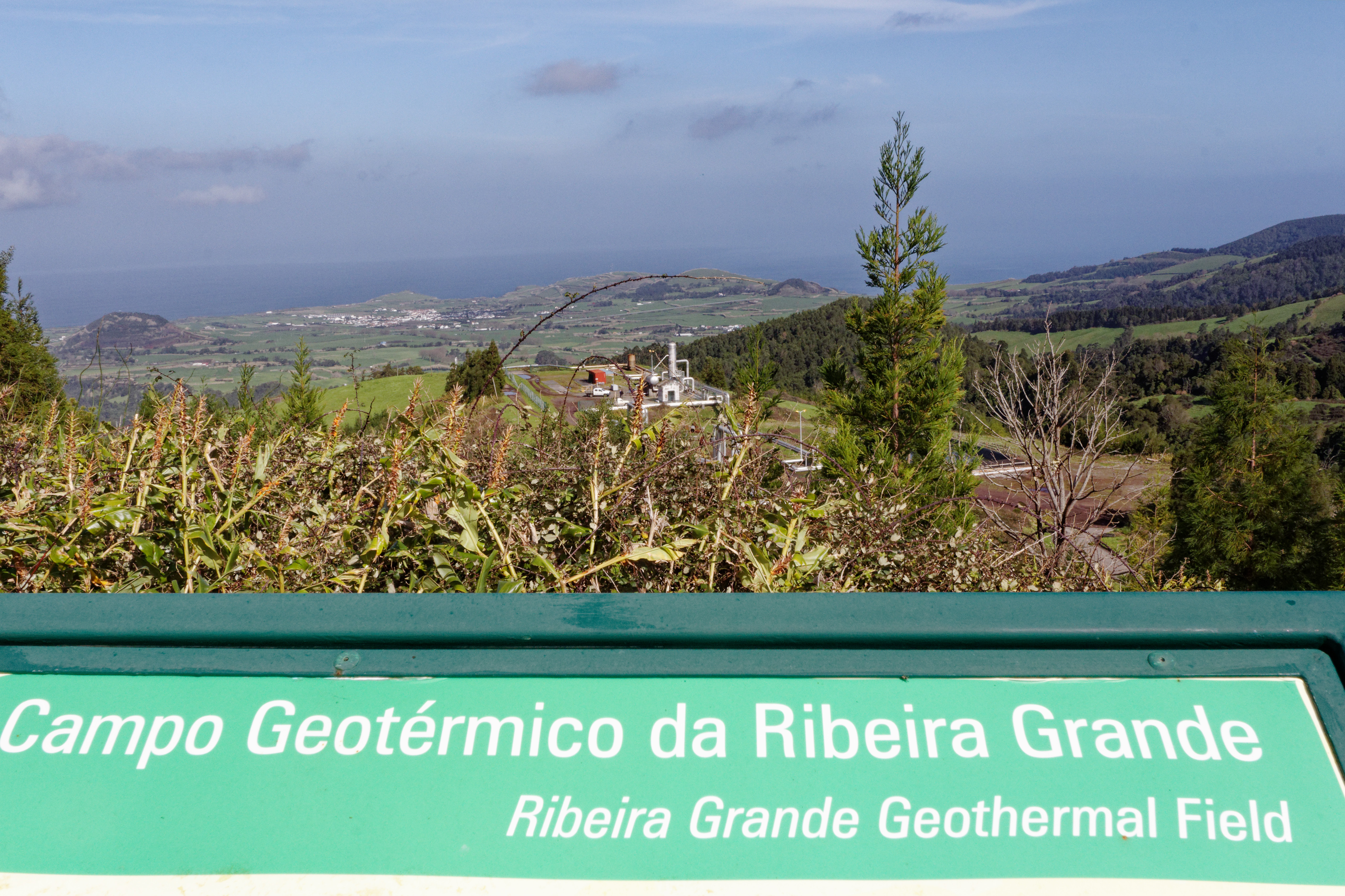
Einzelne Bohrlöcher liegen mehrere hundert Meter von der Turbinenanlage entfernt

Beide Kraftwerke liegen auf dem Gebiet der Gemeinde Ribeira Grande am Nordhang des Vulkans Água de Pau unterhalb des Sees Lagoa do Fogo. Sie nutzen die Energie einer Lagerstätte mit hoher Enthalpie, die sich vom Vulkan aus in nordwestlicher Richtung erstreckt. Die Fluide (Wasser/Dampf) sind dort bis zu 245 Grad Celsius heiß.

## Geschichte
Eine Erkundungsbohrung am Pico Vermelho zeigte 1973, dass sich diese Region für die energetische Nutzung der Erdwärme eignet. In einer Tiefe von weniger als 600 Metern wurden etwa 210 Grad Celsius gemessen. Fünf Tiefbohrungen bis zu 1500 Metern wurden in den Jahren 1978 bis 1981 niedergebracht. Ein kleines Versuchskraftwerk ging 1981 in Betrieb. Es war mit einer Gegendruckturbine mit einer Leistung von bis zu drei Megawatt ausgestattet. Die Leistung erreichte jedoch selten mehr als 0,7 Megawatt, weil wegen Ablagerungen und mechanischen Schäden nur ein Bohrloch nutzbar war.
Etwa 2,5 Kilometer südlich davon, etwa 500 Meter über Meereshöhe, fanden in den Jahren 1988 bis 1994 weitere Tiefbohrungen statt. Sie bildeten die Voraussetzung zum Bau des heutigen Kraftwerks Ribeira Grande. In der ersten Ausbaustufe wurden im März 1994 zwei Turbinengruppen der Firma Ormat mit jeweils 2,5 Megawatt (MW) elektrischer Leistung installiert. Die zweite Stufe mit zweimal 4,5 MW wurde im November 1998 fertiggestellt.
Das Kraftwerk fördert das heiße Fluid aus fünf Bohrlöchern (CL1, CL2, CL5, CL6, CL7). Über ein sechstes Bohrloch (CL4) wird das abgekühlte Wasser in die unterirdische Lagerstätte zurückgeleitet.

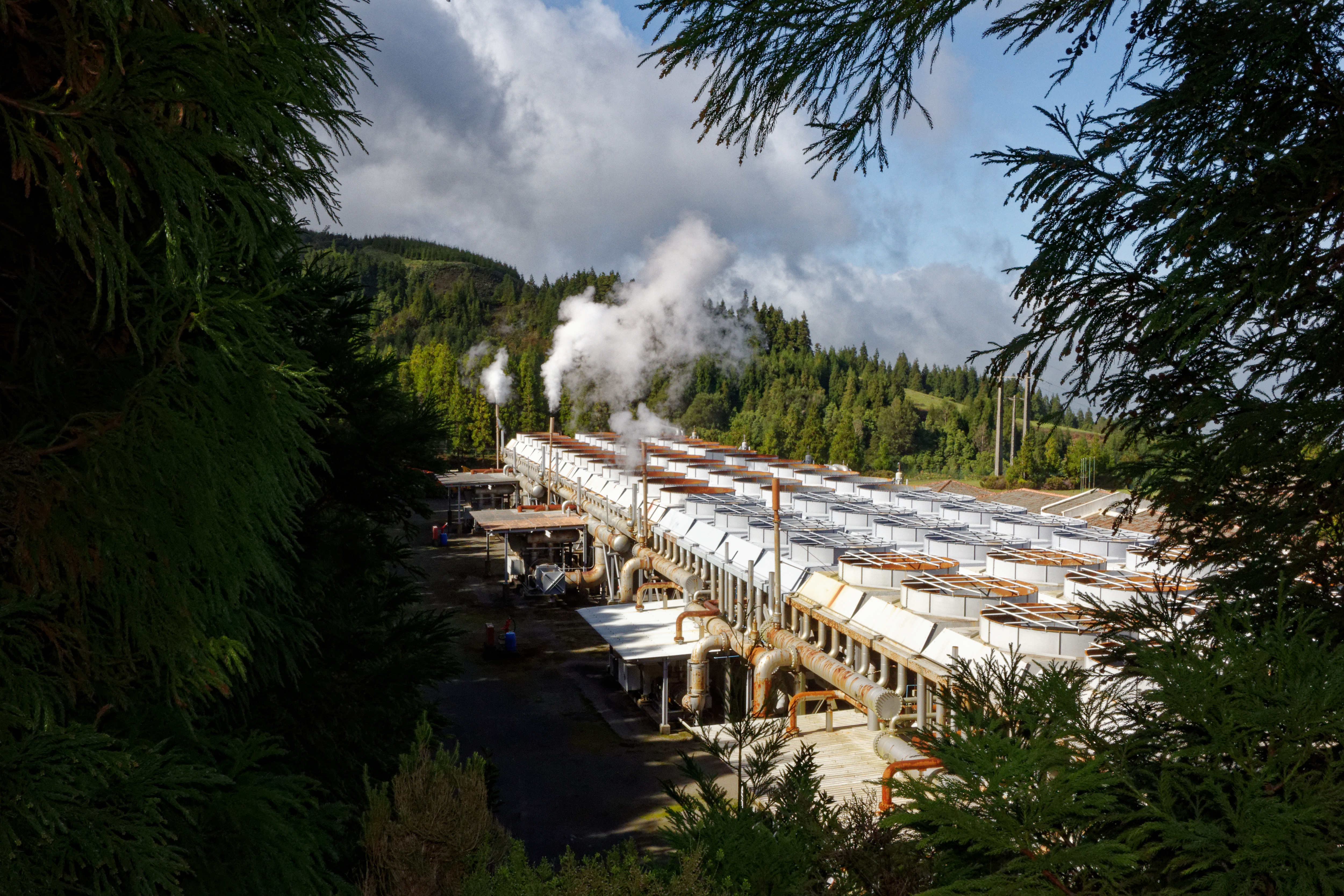
In Luftkondensatoren wird das Pentan gekühlt, nachdem es die Turbine angetrieben hat

## Ausstattung und Leistung
Das Kraftwerk Ribeira Grande verfügt über eine installierte Leistung von 13 Megawatt. Tatsächlich produziert die Anlage aber nur etwa 80 Prozent der erwarteten elektrischen Energie, weil die Fördermenge des Fluids nicht ausreicht. Die vier Gruppen aus jeweils zwei Turbogeneratoren werden nach dem ORC-Verfahren über Wärmetauscher angetrieben. Als Trägermedium wird ein Pentan verwendet. Nach der Turbine durchläuft es einen luftgekühlten Kondensator.
Das Kraftwerk Pico Vermelho ist seit November 2006 in Betrieb und verfügt über eine Leistung von 10 Megawatt. Es ersetzte die Pilotanlage aus dem Jahr 1980, die gut 25 Jahre lang in Betrieb war. Der Betriebsstandort Pico Vermelho liegt etwa 2,5 Kilometer vom Kraftwerk Ribeira Grande entfernt und wird von dort aus ferngesteuert.
Beide Kraftwerke zusammen lieferten im Jahr 2018 insgesamt 183,6 Gigawattstunden an elektrischer Energie. Damit deckten sie den Strombedarf der Insel São Miguel zu 42 Prozent.
Der Betreiber plant, die elektrische Gesamtleistung beider Standorte auf 28 Megawatt zu erhöhen. Das Kraftwerk Ribeira Grande soll die installierte Leistung voll ausschöpfen, während das Kraftwerk Pico Vermelho auf 15 Megawatt erweitert werden soll. Dazu sind fünf zusätzliche Produktionsbohrungen bis zu einer Tiefe von 1500 Metern geplant: drei für das Kraftwerk Ribeira Grande und zwei für das Kraftwerk Pico Vermelho. Den Auftrag erhielt ein Bohrunternehmen aus Island, die Iceland Drilling Company. Die Arbeiten haben im Jahr 2020 begonnen.

## Betreiber
Betreiberin der beiden Kraftwerke ist die EDA Renováveis S.A., eine Tochtergesellschaft des regionalen Stromversorgers Electricidade dos Açores S.A. Die EDA Renováveis entstand aus einem Zusammenschluss der Sociedade Geotérmica dos Açores S.A. (Sogeo) und der Sociedade Geoeléctrica da Terceira S.A. (Geoterceira). Sie betreibt auch eine geothermische Pilotanlage auf der Insel Terceira.